# Roswitha Poppe
Roswitha Poppe (Osnabrück, 3 dicembre 1911 – Osnabrück, 14 febbraio 2003) è stata una storica dell'arte tedesca.

## Biografia
Nipote dell'insegnante Carl Anton Poppe (1862-1912), dopo aver lasciato la scuola, studiò storia dell'arte all'Università di Greifswald. Nel 1943 conseguì il dottorato sotto la supervisione di Kurt Wilhelm-Kästner con una tesi intitolata Das Osnabrücker Bürgerhaus bis zum Ende des 17. Jahrhunderts (La casa cittadina di Osnabrück fino alla fine del XVII secolo). Nel 1944 entrò a far parte del Dipartimento per la conservazione dei monumenti della Bassa Sassonia a Osnabrück. Partecipò a scavi archeologici e a ricerche di storia dell'architettura e pubblicò numerosi trattati di storia dell'arte, in particolare sui monumenti architettonici e artistici dell'area di Osnabrück.
Nel 1999 lasciò il suo patrimonio scritto, composto da appunti manoscritti, fotografie, progetti, disegni e stampati, all'Archivio di Stato di Osnabrück (Akz. 8/99).

## Premi e onorificenze
- Ordine al merito della Bassa Sassonia;
- 1984: Medaglia Justus Möser della città di Osnabrück;
- 1986: Premio culturale del distretto di Emsland 1985.[3]

## Scritti (selezione)
- Die Schelenburg, in: Heimatkunde des Osnabrücker Landes in Einzelbeispielen. Band 8, Osnabrück 1993.
- Der Ledenhof in Osnabrück, Wenner, Osnabrück 1978, ISBN 978-3-87898-127-5
- Stift Börstel, Deutscher Kunstverlag, München 1977
- Osnabrück, Deutscher Kunstverlag, München 1972
- Die Dominikanerkirche Osnabrück, Verkehrsverein Stadt u. Land, Osnabrück 1969
- Alt-Osnabrück, Werner, Osnabrück 1966
- Der Landkreis Wittlage, seine Bau- und Kunstdenkmäler Kreisverwaltung, Wittlage 1966
- Der Haselünner Architekt Josef Niehaus, in: Osnabrücker Mitteilungen, Mitteilungen des Vereins für Geschichte und Landeskunde von Osnabrück, Band 68, 1959, S. 272–308
- Osnabrücker Hügelland, mit Hermann Poppe-Marquard, Fromm, Osnabrück 1957
- Der Altar in der Marienkirche zu Osnabrück, Meinders & Elstermann, Osnabrück 1956
- Burg- und Schlosstypen des Osnabrücker Landes, Verein für Geschichte u. Landeskunde, Osnabrück 1953
- Das Osnabrücker Bürgerhaus, Stalling, Oldenburg 1944
- Das Osnabrücker Bürgerhaus bis zum Ende des 17. Jahrhunderts, Osnabrück 1940.